# BlackRock
BlackRock, Inc. es una sociedad de inversión multinacional con sede en Nueva York, Estados Unidos. Fundada en 1988, inicialmente como gestora de activos institucionales de renta fija y gestión de riesgos empresariales, BlackRock es la administradora de activos más grande del mundo, con US$9 420 000 000 000 en activos bajo gestión al 30 de junio de 2023. BlackRock opera globalmente con 70 oficinas en 30 países y clientes en 100 países. BlackRock es el administrador del grupo iShares de fondos cotizados en bolsa y, junto con The Vanguard Group y State Street Corporation, se considera uno de los administradores de fondos indexados Big Three, que manejan el 17,5% de las acciones del mundo (siendo las 50.000 corporaciones el 60% de los beneficios del mundo), Blackrock representa aproximadamente al 7,7% del PIB del mundo. Su software Aladdin realiza un seguimiento de las carteras de inversión de muchas de las principales instituciones financieras y su división BlackRock Solutions proporciona servicios de gestión de riesgos financieros. BlackRock ocupa el puesto 184 en la lista Fortune 500 de las corporaciones más grandes de los Estados Unidos por ingresos.
BlackRock ha buscado posicionarse como líder de la industria en materia ambiental, social y de gobierno corporativo (ESG). Ha sido criticado por algunos por invertir en compañías involucradas en combustibles fósiles, la industria armamentística y violaciones de derechos humanos en China. Otros han analizado a BlackRock por sus esfuerzos para reducir sus inversiones en empresas que contribuyen al cambio climático y la violencia armada y su promoción de la diversidad de género; los estados de Virginia Occidental, Florida y Luisiana de EE. UU. han desinvertido dinero o se niegan a hacer negocios con la empresa debido a sus políticas ESG. La compañía también ha enfrentado críticas por sus estrechos vínculos con la Reserva Federal durante la pandemia de COVID-19 y por prácticas anticompetitivas debido a sus importantes participaciones en tantas empresas.

## Historia

### 1988-1999
BlackRock fue fundada en 1988 por Laurence D. Fink, Robert S. Kapito, Susan Wagner, Barbara Novick, Ben Golub, Hugh Frater, Ralph Schlosstein y Keith Anderson para proporcionar a los clientes institucionales servicios de gestión de activos desde una perspectiva de gestión de riesgos. Fink, Kapito, Golub y Novick habían trabajado juntos en First Boston, donde Fink y su equipo fueron pioneros en el mercado de valores respaldados por hipotecas en los Estados Unidos. Durante el mandato de Fink, había perdido US$90 000 000 como director de First Boston. Esa experiencia fue la motivación para desarrollar lo que él y los demás consideraban excelentes prácticas fiduciarias y de gestión de riesgos. Inicialmente, Fink buscó financiamiento (para el capital operativo inicial) de Pete Peterson de The Blackstone Group, quien creía en la visión de Fink de una empresa dedicada a la gestión de riesgos. Peterson lo llamó Blackstone Financial Management. A cambio de una participación del 50 por ciento en el negocio de bonos, inicialmente Blackstone le dio a Fink y su equipo una línea de crédito de US$5 000 000. En cuestión de meses, el negocio se volvió rentable y, para 1989, los activos del grupo se habían cuadruplicado a US$2 700 000 000. El porcentaje de participación de Blackstone también cayó al 40%, en comparación con el personal de Fink.
En 1992, Blackstone tenía una participación equivalente a aproximadamente el 35% de la empresa, y Stephen A. Schwarzman y Fink estaban considerando vender acciones al público. La firma adoptó el nombre de BlackRock y administraba US$17 000 000 000 en activos a fines de año. A fines de 1994, BlackRock administraba US$53 000 000 000. En 1994, Schwarzman y Fink tuvieron una disputa interna sobre métodos de compensación y equidad. Fink quería compartir acciones con las nuevas contrataciones, para atraer talento de los bancos, a diferencia de Schwarzman, que no quería reducir aún más la participación de Blackstone. Acordaron separarse y Schwarzman vendió BlackRock, una decisión que luego llamó un "error heroico". En junio de 1994, Blackstone vendió una unidad de valores hipotecarios con US$23 000 000 000 en activos a PNC Financial Services por US$240 000 000. La unidad había negociado hipotecas y otros activos de renta fija y, durante el proceso de venta la unidad, cambió su nombre de Blackstone Financial Management a BlackRock Financial Management. Schwarzman permaneció en Blackstone, mientras que Fink fue nombrado presidente y director ejecutivo de BlackRock.

### 1999-2009
En septiembre de 1999, BlackRock se convirtió en una empresa de capital abierto, vendiendo acciones a US$14 cada una a través de una oferta pública de venta en la Bolsa de Nueva York. A fines de 1999, BlackRock administraba US$165 000 000 000 en activos. BlackRock creció tanto orgánicamente como por adquisición.
En 2000, bajo la dirección de Charles Hallac, BlackRock lanzó BlackRock Solutions, su división de análisis y gestión de riesgos. La división creció a partir de Aladdin System, el sistema de inversión empresarial, Green Package, el Servicio de informes de riesgo, PAG (análisis de cartera) y AnSer, el análisis interactivo.
En agosto de 2004, BlackRock realizó su primera adquisición importante, al comprar SSRM Holdings, Inc., la sociedad de cartera de State Street Research & Management, de MetLife por US$325 000 000 en efectivo y US$50 000 000 en acciones. La adquisición aumentó los activos bajo gestión de BlackRock de US$314 000 000 000 a US$325 000 000 000. El trato incluyó el negocio de fondos mutuos State Street Research & Management en 2005.
BlackRock se fusionó con la división Investment Managers (MLIM) de Merrill en 2006, reduciendo a la mitad la propiedad de PNC y dando a Merrill una participación del 49,5% en la empresa.
En octubre de 2007, BlackRock adquirió el negocio de fondos de fondos de Quellos Capital Management.
BlackRock Solutions fue contratada por el Departamento del Tesoro de los Estados Unidos en mayo de 2009 para analizar, liquidar y cotizar los activos tóxicos que eran propiedad de Bear Stearns, American International Group, Freddie Mac, Morgan Stanley y otras firmas financieras que se vieron afectadas en la crisis financiera de 2007-2008. La Reserva Federal permitió que BlackRock supervisara la liquidación de la deuda de US$130 000 000 000 de Bear Stearns y American International Group.
En 2009, BlackRock se convirtió en el administrador de activos más grande del mundo.
En abril de 2009, BlackRock adquirió R3 Capital Management, LLC y la gestión de su fondo de US$1 500 000 000.

### 2010-2019
En febrero de 2010, para recaudar el capital necesario durante la crisis financiera, Barclays vendió su unidad Global Investors (BGI), que incluía su negocio de fondos cotizados en bolsa, iShares, a BlackRock por US$13 500 000 000 y Barclays adquirió una participación de casi el 20% en BlackRock..
El 1 de abril de 2011, BlackRock se agregó como componente del índice bursátil S&P 500.
En 2013, la revista Fortune incluyó a BlackRock en su lista anual de las 50 empresas más admiradas del mundo.
En 2014, los US$4 000 000 000 000 bajo administración de BlackRock lo convirtieron en el "gestor de activos más grande del mundo".
A fines de 2014, el Sovereign Wealth Fund Institute informó que el 65% de los activos bajo administración de Blackrock estaban compuestos por inversores institucionales.
Para el 30 de junio de 2015, BlackRock tenía US$4 721 000 000 000 en activos bajo administración. El 26 de agosto de 2015, BlackRock celebró un acuerdo definitivo para adquirir FutureAdvisor, un proveedor de gestión de riqueza digital con activos informados bajo gestión de US$600 000 000. Según el acuerdo, FutureAdvisor operaría como una empresa dentro de BlackRock Solutions (BRS). BlackRock anunció en noviembre de 2015 que liquidaría el fondo de cobertura BlackRock Global Ascent después de las pérdidas. El fondo Global Ascent había sido su único fondo macro global dedicado, ya que BlackRock era "más conocido por sus fondos mutuos y fondos cotizados en bolsa". En ese momento, BlackRock administraba US$51 000 000 000 en fondos de cobertura, de los cuales US$20 000 000 000 en fondos de fondos de cobertura.
En marzo de 2017, BlackRock, después de una revisión de seis meses dirigida por Mark Wiseman, inició una reestructuración de su negocio de fondos de gestión activa de US$8 000 000 000, lo que resultó en la salida de siete administradores de cartera y un cargo de US$25 000 000 en el segundo trimestre, reemplazando ciertos fondos con estrategias de inversión cuantitativas.
En abril de 2017, el negocio de iShares representaba US$1 410 000 000 000, o el 26% de los activos totales bajo gestión de BlackRock; y el 37% de los ingresos por comisiones base de BlackRock. En abril de 2017, BlackRock respaldó por primera vez la inclusión de acciones de China continental en el índice global MSCI.

### 2020-presente
En marzo de 2020, la Reserva Federal eligió a BlackRock para administrar dos programas de compra de bonos corporativos en respuesta a la pandemia de COVID-19, la Línea de Crédito Corporativo del Mercado Primario (PMCCF) de US$500 000 000 000 y la Línea de Crédito Corporativo del Mercado Secundario (SMCCF), así como compra por parte de la Reserva Federal de valores respaldados por hipotecas comerciales (CMBS) garantizados por la Asociación Hipotecaria Nacional Gubernamental, Fannie Mae o Freddie Mac.
En agosto de 2020, BlackRock recibió la aprobación de la Comisión Reguladora de Valores de China para establecer un negocio de fondos mutuos en el país. Esto convirtió a BlackRock en el primer administrador de activos global en obtener el consentimiento del gobierno chino para iniciar operaciones en el país.
En enero de 2020, PNC Financial Services vendió su participación en BlackRock por US$14 400 000 000.
En noviembre de 2021, Blackrock redujo su inversión en India mientras aumentaba la inversión en China . La firma mantiene un India Fund dedicado, a través del cual invierte en las nuevas empresas indias Byju's, Paytm y Pine Labs.
En abril de 2023, se contrató a la empresa para vender US$114 000 000 000 en activos de Signature Bank y Silicon Valley Bank después de la crisis bancaria mundial de 2023.
En julio de 2023, la compañía añade a Amin H. Nasser a su junta directiva.
En august BlackRock firma un acuerdo con Nueva Zelanda para crear un fondo de inversión para proyectos solares, eólicos, de hidrógeno verde, baterías y cargadores para vehículos eléctricos, para un total de 2 000 000 000 NZ$, como parte de su objetivo de llegar a 100% energía renovable para 2030.
En junio, BlackRock aplica con la SEC para lanzar un ETF de Bitcoin Spot. En noviembre, aplican para lanzar un ETF de Ethereum. De ser aprobadas, serían los primeros ETFs crypto spot en los Estados Unidos. Las dos aplicaciones fueron aprobadas junto a 10 otras el 10 de enero de 2024. 
En enero de 2024, BlackRock anuncia la adquisición del fondo de inversiones  Global Infrastructure Partners por una suma de US$12 500 000 000. US$3 000 000 000 serían en efectivo y US$12 000 000 000 de sus propias acciones como parte del negocio. Larry Fink resaltó la oportunidad de la inversión, citando "cambios estructurales" que "modifican la economía global", concluyendo que por esta razón las inversiones en infraestructura son particularmente auspiciosas.

## Finanzas
En 2020, la organización sin fines de lucro American Economic Liberties Project emitió un informe que destaca el hecho de que "las 'Tres Grandes' empresas de gestión de activos (BlackRock, Vanguard y State Street) gestionan más de US$15 000 000 000 000 en activos globales combinados bajo gestión, una cantidad equivalente a más de las tres cuartas partes del producto interno bruto de los Estados Unidos". El informe pedía reformas estructurales y una mejor regulación de los mercados financieros. En 2021, BlackRock gestionó más de US$10 000 000 000 en activos bajo gestión, alrededor del 40% del PIB de los Estados Unidos o US$25 347 000 000 000 nominales en 2022.
| Año  | Ganancia (millones de dólares) | Ingresos netos (millones de dólares) | Los activos totales (millones de dólares) | Activos bajo gestión (millones de dólares) | Precio por acción (USD) | Empleados |
| ---- | ------------------------------ | ------------------------------------ | ----------------------------------------- | ------------------------------------------ | ----------------------- | --------- |
| 2005 | 1,191                          | 234                                  | 1,848                                     |                                            | 62.85                   | 2,151     |
| 2006 | 2,098                          | 323                                  | 20,469                                    |                                            | 103.75                  | 5,113     |
| 2007 | 4,845                          | 993                                  | 22,561                                    |                                            | 128.69                  | 5,952     |
| 2008 | 5,064                          | 784                                  | 19,924                                    |                                            | 144.07                  | 5,341     |
| 2009 | 4,700                          | 875                                  | 178,124                                   |                                            | 136.79                  | 8,629     |
| 2010 | 8,612                          | 2,063                                | 178,459                                   | 3,561,000                                  | 145.85                  | 9,127     |
| 2011 | 9,081                          | 2,337                                | 179,896                                   | 3,513,000                                  | 148.27                  | 10,100    |
| 2012 | 9,337                          | 2,458                                | 200.451                                   | 3,792,000                                  | 158.53                  | 10,500    |
| 2013 | 10,180                         | 2,932                                | 219,873                                   | 4,325,000                                  | 238.52                  | 11,400    |
| 2014 | 11,081                         | 3,294                                | 239,792                                   | 4,651,895                                  | 289.80                  | 12,200    |
| 2015 | 11,401                         | 3,345                                | 225,261                                   | 4,645,412                                  | 322.68                  | 13,000    |
| 2016 | 12,261                         | 3,168                                | 220,177                                   | 5,147,852                                  | 334.16                  | 13,000    |
| 2017 | 13,600                         | 4,952                                | 220,217                                   | 6,288,195                                  | 414.60                  | 13,900    |
| 2018 | 14,198                         | 4,305                                | 159,573                                   | 5,975,818                                  | 492.98                  | 14,900    |
| 2019 | 14,539                         | 4,476                                | 168,622                                   | 7,430,000                                  | 448.22                  | 16,200    |
| 2020 | 16,205                         | 4,932                                | 176,982                                   | 8,677,000                                  | 558.56                  | 16,500    |
| 2021 | 19,169                         | 5,901                                | 152,648                                   | 10,010,143                                 | 913.76                  | 18,400    |
| 2022 | 17,873                         | 5,178                                | 117,628                                   | 8,594,485                                  | 708.63                  | 19,800    |

## Fusiones y adquisiciones
| Número | Fecha de Adquisición     | Compañía                                                               | País           | Precio | Utilizado como o integrado con                                                                        | Referencias   |
| ------ | ------------------------ | ---------------------------------------------------------------------- | -------------- | --- | --- | ------------- |
| 1      | 10 de febrero de 2006    | Merrill's Investment Managers division (MLIM)                          | Estados Unidos | US$9 300 000 000 (equivalente a $14 055 926 048 en 2023) | Retail y presencia internacional                                                                      | [ 60 ]        |
| 2      | 12 de enero de 2009      | Barclays Global Investor                                               | Estados Unidos | US$13 500 000 000 (equivalente a $19 172 638 436 en 2023) | fondo cotizado en bolsa                                                                               | [ 61 ]        |
| 3      | 15 de enero de 2010      | Helix Financial Group                                                  | Estados Unidos | n/a | CRE                                                                                                   | [ 62 ] [ 63 ] |
| 4      | 25 de agosto de 2015     | FutureAdvisor                                                          | Estados Unidos | US$150 000 000 (equivalente a $192 812 017 en 2023) | Robo-asesoramiento                                                                                    | [ 64 ] [ 65 ] |
| 5      | 18 de abril de 2016      | Money market fund business of Bank of America                          | Estados Unidos | n/a | US$80 000 000 000 (equivalente a $101 564 059 900 en 2023) en activos en fondos del mercado monetario | [ 66 ]        |
| 6      | 1 de febrero de 2017     | Energy infrastructure investment platform of First Reserve Corporation | Estados Unidos | n/a | Fondos que invierten en energía                                                                       | [ 67 ]        |
| 7      | 9 de junio de 2017       | Cachematrix                                                            | Estados Unidos | n/a | Gestión de la liquidez                                                                                | [ 68 ]        |
| 8      | 8 de enero de 2018       | Tennenbaum Capital Partners                                            | Estados Unidos | n/a | Crédito privado                                                                                       | [ 69 ] [ 70 ] |
| 9      | 24 de septiembre de 2018 | Asset Management Business of Citibanamex                               | México         | US$350 000 000 (equivalente a $424 675 325 en 2023) | Tenencia de fondos de renta fija, renta variable y multiactivos                                       | [ 71 ] [ 72 ] |
| 10     | 5 de octubre de 2019     | eFront                                                                 | Estados Unidos | US$1 300 000 000 (equivalente a $1 549 238 579 en 2023) en efectivo                                                                                                 | Software alternativo de gestión de inversiones                                                        | [ 73 ] [ 74 ] |
| 11     | 1 de febrero de 2021     | Aperio                                                                 | Estados Unidos | US$1 050 000 000 (equivalente a $1 180 621 393 en 2023) en efectivo                                                                                                 | Un proveedor de cuentas administradas por separado de acciones indexadas optimizadas para impuestos   | [ 75 ] [ 76 ] |
| 12     | 8 de junio de 2023       | Kreos                                                                  | Reino Unido    | n/a | Crédito privado                                                                                       | [ 77 ]        |
| 13     | 12 de enero de 2024      | Global Infrastructure Partners                                         | Estados Unidos | US$12 500 000 000 (equivalente a $12 500 000 000 en 2023) (US$3 000 000 000 (equivalente a $3 000 000 000 en 2023) en efectivo y el resto en acciones de BlackRock) | Activos de infraestructura                                                                            | [ 78 ]        |

## Crítica

### Influencia y poder
En 2010, Ralph Schlosstein, director ejecutivo de Evercore Partners y fundador de BlackRock, llamó a BlackRock "la institución financiera más influyente del mundo".
Debido a su poder y al tamaño y alcance de sus actividades y activos financieros, BlackRock ha sido llamado el banco en la sombra más grande del mundo. En 2020, los representantes de EE. UU. Katie Porter y Jesús "Chuy" García propusieron un proyecto de ley en la Cámara de Representantes de EE. UU. con el objetivo de restringir BlackRock y otros llamados bancos en la sombra. El 4 de marzo de 2021, la senadora estadounidense Elizabeth Warren sugirió que BlackRock debería designarse como " demasiado grande para fallar " y debería regularse en consecuencia.
BlackRock invierte los fondos de sus clientes (por ejemplo, los propietarios de unidades de fondos cotizados en bolsa de iShares) en numerosas empresas que cotizan en bolsa, algunas de las cuales compiten entre sí. Debido al tamaño de los fondos de BlackRock, la empresa se encuentra entre los principales accionistas de muchas empresas, incluidas las empresas más grandes del mundo. BlackRock afirma que, en última instancia, estas acciones pertenecen a los clientes de la empresa, no a la propia BlackRock, una opinión compartida por varios académicos independientes, pero reconoce que puede ejercer los votos de los accionistas en nombre de estos clientes, en muchos casos sin la participación de los clientes.
Esta concentración de la propiedad ha suscitado preocupaciones sobre posibles prácticas anticompetitivas. Un estudio de 2014 analizó los efectos de este tipo de propiedad común en los precios de los billetes de avión. El estudio encontró que "los precios suben y la cantidad baja cuando las aerolíneas que compiten en una ruta determinada son más comúnmente propiedad del mismo grupo de inversores". Los autores señalaron que este aumento de precios no implica necesariamente una colusión consciente entre los propietarios comunes, pero tal vez podría ser que estas empresas ahora sean "demasiado flojas para competir" consigo mismas.
BlackRock ha sido objeto de teorías de conspiración, incluida la teoría de conspiración de que BlackRock posee tanto Fox News como Dominion Voting Systems, que Snopes describió como "falso" y PolitiFact describió como "en su mayoría falso". Algunas teorías de conspiración de BlackRock también han incorporado el antisemitismo, como la teoría de conspiración de que los judíos, incluido el fundador de BlackRock, Robert Kapito, son parte de una camarilla responsable de COVID y una "agenda COVID".

#### Propiedad cruzada
BlackRock es accionista de muchos inversores institucionales que poseen acciones en BlackRock. Esta cadena de propiedad es similar a las estructuras de propiedad cruzada que se han identificado en el Reino Unido.
Los fondos indexados como los de BlackRock ofrecen a los inversores la posibilidad de diversificar mientras mantienen bajos los costes de inversión. Al mismo tiempo, son los principales responsables de la presencia de accionistas comunes en las cotizadas que compiten en un mismo sector, un fenómeno conocido como «propiedad cruzada». Dicho de otra manera, estos competidores pueden tener los mismos accionistas si sus acciones cotizan en bolsa.
La propiedad cruzada, sin embargo, puede causar daños porque reduce la competencia en el mercado y puede perjudicar así a los consumidores y la economía. En respuesta a una investigación ampliamente citada que demuestra que la propiedad cruzada eleva los precios, BlackRock respondió con un documento técnico en el que calificaba esta teoría de «vaga e inverosímil». Sin embargo, un informe anual de la compañía citaba como riesgo las conclusiones de la investigación.
La propiedad cruzada también puede conducir a una mayor remuneración de los consejeros delegados, aunque se reduzca la competencia entre las empresas.

### Inversión ambiental, social y de gobierno corporativo
En 2017, BlackRock amplió su presencia en inversión sostenible y gobierno corporativo, social y ambiental (ESG) con nuevo personal y productos tanto en EE. UU. como en Europa con el objetivo de liderar la evolución del sector financiero en este sentido.
BlackRock comenzó a llamar la atención sobre cuestiones ambientales y de diversidad por medio de cartas oficiales a los directores ejecutivos y votaciones de accionistas junto con inversionistas activistas o redes de inversionistas como Carbon Disclosure Project, que en 2017 respaldó una resolución exitosa de accionistas para que ExxonMobil actúe sobre el cambio climático.
En 2018, solicitó a las empresas Russell 1000 que mejoraran la diversidad de género en su junta directiva si tenían menos de dos mujeres en ellos.
En agosto de 2021, un exejecutivo de BlackRock que se había desempeñado como el primer director de inversiones global de la compañía para inversiones sostenibles, dijo que pensaba que la inversión ESG de la empresa era un "placebo peligroso que daña el interés público". El exejecutivo dijo que las instituciones financieras están motivadas para participar en inversiones ESG porque los productos ESG tienen tarifas más altas, lo que a su vez aumenta las ganancias de la empresa.
En octubre de 2021, el consejo editorial de The Wall Street Journal escribió que BlackRock estaba presionando a la Comisión de Bolsa y Valores de EE. UU. para que adoptara reglas que exigieran a las empresas privadas divulgar públicamente su impacto climático, la diversidad de sus juntas directivas y otras métricas. El consejo editorial opinó que "los mandatos ESG, que también conllevan importantes riesgos de litigio y reputación, harán que muchas empresas eviten los mercados públicos. Esto perjudicaría a las bolsas de valores y a los administradores de activos, pero sobre todo a los inversores minoristas".
En enero de 2022, el fundador y director ejecutivo de BlackRock, Larry Fink, defendió el enfoque de la empresa en la inversión ESG, rechazando "las acusaciones de que el administrador de activos estaba usando su peso e influencia para apoyar una agenda políticamente correcta o progresista". Fink dijo que la práctica de ESG "se despertó".
El énfasis de BlackRock en ESG ha generado críticas como "inclinarse ante intereses antiempresariales" o ser "simplemente marketing".

### Inversiones en contribuyentes al cambio climático
En diciembre de 2018, BlackRock era el inversor más grande del mundo en centrales eléctricas de carbón, con acciones por valor de US$11 000 000 000 en 56 empresas de la industria. BlackRock poseía más reservas de petróleo, gas y carbón térmico que cualquier otra empresa de gestión de inversiones con reservas totales que ascendían a 9,5 gigatoneladas de emisiones  CO2 o el 30 % de las emisiones totales relacionadas con la energía desde 2017. Los grupos ambientalistas, incluidos Sierra Club y Amazon Watch lanzaron una campaña en septiembre de 2018 llamada "El gran problema de BlackRock", afirmando que BlackRock es el "mayor impulsor de la destrucción climática en el planeta", debido en parte a su oposición a la desinversión en combustibles fósiles. El 10 de enero de 2020, un grupo de activistas climáticos irrumpió en las oficinas parisinas de BlackRock France, pintando paredes y suelos con advertencias y acusaciones sobre la responsabilidad de la empresa en los efectos del calentamiento global.
En mayo de 2019, BlackRock fue criticado por el impacto ambiental de sus participaciones, ya que era un accionista importante en todas las grandes petroleras excepto Total SA y en 7 de los 10 mayores productores de carbón.
El 14 de enero de 2020, la empresa cambió su política de inversión; El CEO de BlackRock, Larry Fink, dijo que la sostenibilidad ambiental sería un objetivo clave para las decisiones de inversión. BlackRock anunció que vendería activos relacionados con el carbón por valor de US$500 000 000 y creó fondos que no invertirían en empresas que se benefician de los combustibles fósiles. No obstante, el apoyo de BlackRock a las resoluciones de los accionistas que solicitan la divulgación del riesgo climático cayó del 25 % en 2019 al 14 % en 2020.
BlackRock también ha sido criticado por la inacción ante el cambio climático y la deforestación en la selva amazónica. Según The New Republic, BlackRock "se ha posicionado como el chico bueno de Wall Street, y a sus ejecutivos como un equipo de administradores de dinero afables que entienden los riesgos de la crisis climática y la importancia de la diversidad. Pero esos compromisos, dicen los críticos, solo se extienden hasta cierto punto en las operaciones diarias de la empresa". Sin embargo, según una investigación publicada por IESE Business School, BlackRock sí ha influido en las empresas contaminantes para que reduzcan sus emisiones de carbono. El estudio demostró que las empresas que se reunieron con el consejero delegado de BlackRock, Joshua Fink, tuvieron menores emisiones de CO2 al año siguiente.

### Inversiones en fabricantes de armas y la industria armamentística
El movimiento contra la guerra ha criticado a BlackRock porque facilita las inversiones en la industria armamentística a través de su fondo cotizado en bolsa iShares US Aerospace and Defense. En mayo de 2018, las organizaciones contra la guerra realizaron una manifestación frente a la reunión general anual de la empresa en Manhattan.
Después de conversaciones con fabricantes y distribuidores de armas de fuego, el 5 de abril de 2018, BlackRock presentó dos nuevos fondos cotizados en bolsa (ETF) que excluyen acciones de fabricantes de armas y grandes minoristas de armas como Walmart, Dick's Sporting Goods, Kroger, Sturm Ruger, American Outdoor Brands y Vista Outdoor, y eliminó las acciones de siete fondos ESG existentes.

### Estudio de BlackRock sobre la integración de ESG en las reglas bancarias en la Unión Europea
El Defensor del Pueblo Europeo abrió una investigación en mayo de 2020 para inspeccionar el expediente sobre la decisión de la Comisión Europea de adjudicar un contrato a BlackRock para llevar a cabo un estudio sobre la integración de los riesgos y objetivos medioambientales, sociales y de gobernanza en las normas bancarias de la UE ("el marco prudencial estructura'). Los miembros del Parlamento Europeo cuestionaron la imparcialidad de BlackRock dadas sus inversiones en el sector.

### Algunos estados de EE. UU. se niegan a hacer negocios con BlackRock debido a su relación con las ESG
Riley Moore, el tesorero del estado de Virginia Occidental, dijo en junio de 2022 que BlackRock y otras cinco instituciones financieras ya no podrían hacer negocios con el estado de Virginia Occidental, debido a las acciones de la compañía en contra de la industria de combustibles fósiles.
En diciembre de 2022, Jimmy Patronis, el director financiero de Florida, anunció que el gobierno de Florida se desharía de inversiones por un valor de US$2 000 000 000 bajo la administración de BlackRock, debido al movimiento de la empresa para fortalecer los estándares ESG y las políticas ESG. BlackRock respondió al gobierno con una declaración en la que afirmaba que la desinversión pondría en riesgo los interés de los inversores, es decir los clientes de BlackRock.
En octubre de 2022, Luisiana eliminó US$794 000 000 de BlackRock debido al apoyo de la empresa a ESG y energía verde.

### Críticas a las inversiones en China
En agosto de 2021, BlackRock creó su primer fondo de inversión en China tras recaudar más de US$1 000 000 000 de 111 000 inversores chinos. BlackRock se convirtió en la primera empresa de propiedad extranjera autorizada por el gobierno chino para operar un negocio de propiedad total en la industria de fondos mutuos de China. Escribiendo en The Wall Street Journal, George Soros describió la iniciativa de BlackRock en China como un "trágico error" que "dañaría los intereses de seguridad nacional de Estados Unidos y otras democracias".
En octubre de 2021, el grupo sin fines de lucro Consumers' Research lanzó una campaña publicitaria en la que criticaba la relación de BlackRock con el gobierno chino.
En diciembre de 2021, se informó que BlackRock era inversor en dos empresas que el gobierno de EE. UU. había incluido en la lista negra por abusos contra los derechos humanos de los uigures en Xinjiang. En un caso (Hikvision), BlackRock aumentó su nivel de inversión después de la inclusión en la lista negra de la empresa.

### Vínculos con la Reserva Federal
BlackRock fue analizado por supuestamente aprovechar sus estrechos vínculos con la Reserva Federal durante los esfuerzos de respuesta a la pandemia de COVID-19. En junio de 2020, The New Republic escribió que BlackRock "estaba teniendo una pandemia muy buena" y se presentaba "a sí mismo como socialmente responsable mientras contribuía a la catástrofe climática, evadía el escrutinio regulatorio y buscaba influir en [una posible] administración de Biden". El Financial Times describió que BlackRock se aseguró un papel de asesor destacado en el programa de compra de activos posterior a COVID de la Fed, lo que generó preocupaciones sobre si BlackRock usaría su influencia para alentar a la Fed a comprar productos BlackRock; Durante el programa de flexibilización cuantitativa de la Fed de 2020, el ETF de bonos corporativos de BlackRock recibió US$4 300 000 000 en nuevas inversiones, en comparación con los US$33 000 000 y US$15 000 000 respectivos recibidos por los competidores de BlackRock, Vanguard Group y State Street.

### Participación en la reconstrucción de Ucrania
El 28 de diciembre de 2022, se anunció que BlackRock y Volodímir Zelenski habían coordinado un papel para la empresa en la reconstrucción de Ucrania. El arreglo fue criticado y se acusó a BlackRock de "sacar provecho" de la destrucción de Ucrania.

## Personas clave
A partir de 2021, Blackrock tenía una junta directiva de dieciocho personas. Ellos eran:
- Larry Fink – fundador, presidente y director ejecutivo
- Bader M. Alsaad
- Jessica P. Einhorn
- Beth Ford
- William E. Ford
- Fabrizio Freda
- Murry S. Gerber
- Margaret "Peggy" L. Johnson
- Salomón krauffman monod
- Robert S. Kapito – fundador y copresidente[151]
- Cheryl D. Mills
- Gordon M. Nixon
- Kristin Peck
- Chuck Robbins
- Carlos Slim Domit
- Hans V. Vestberg
- Susan Wagner – fundadora y miembro de la junta[152]
- Mark Wilson

Las personas que han servido anteriormente en la junta directiva de Blackrock incluyen:
- Brian Deese - exdirector global de inversiones sostenibles[153]
- Blake Grossman - exvicepresidente[154]